# Пайнейрас
Пайнейрас (порт. Paineiras) — муниципалитет в Бразилии, входит в штат Минас-Жерайс. Составная часть мезорегиона Центр штата Минас-Жерайс. Входит в экономико-статистический микрорегион Трес-Мариас. Население составляет 4644 человека на 2016 год. Занимает площадь 637,751 км². Плотность населения — 7,3 чел./км².

## История
Первобытными жителями являлись индейцы племени Абаэте. Местность была занята португальскими экспансионерами примерно в 1737 году, с целью развития скотоводства, сельского хозяйства и добычи полезных ископаемых на реке Индайя. Территория охватывала регионы Тигре, Серра и Палмейрас, принадлежащие Фелипу да Кунью, Жоакиму де Оливейре и капитану Антонио да Коште. Позже была основана Деревня в 1902 году Хосе Перейрой.
С 1938 года деревня находилась в составе города Абаэте, затем в 1962 году отколовшись от него был получен статус муниципалитета в составе штата Минас-Жерайс.

## Экономика
- Валовой внутренний продукт на 2003 год составляет 21 099 458,00 реалов (данные: Бразильский институт географии и статистики).
- Валовой внутренний продукт на душу населения на 2003 год составляет 4433,59 реалов (данные: Бразильский институт географии и статистики).
- Индекс развития человеческого потенциала на 2000 год составляет 0,758 (данные: Программа развития ООН).

## География
Климат местности: тропический континентальный.